# کارمیرگیوغ (آسکران)
کارمیرگیوغ (به ارمنی: Կարմիրգյուղ) یک منطقهٔ مسکونی در جمهوری آرتساخ است که در استان آسکران واقع شده‌است. کارمیرگیوغ ۱۷۰ نفر جمعیت دارد.